# Ludwig Berger (réalisateur)
Pour les articles homonymes, voir Ludwig Bamberger, Bamberger, Ludwig Berger et Berger (homonymie).
Ludwig Berger, nom d'artiste de Ludwig Bamberger, est un réalisateur et scénariste allemand, né le 6 janvier 1892 à Mayence et mort le  18 mai 1969  à Schlangenbad (Hesse). Il est également producteur.

## Biographie
Il est le fils du banquier Franz Bamberger (de). Il débute dans la mise en scène de théâtre, travaillant avec Max Reinhardt, puis se tourne vers le cinéma, où il reste particulièrement attaché à l'utilisation de la musique dans ses films.

## Filmographie

### Comme réalisateur

#### Cinéma
- 1920 : L'Alcade de Zalamea (de) (Der Richter von Zalamea)
- 1921 : Der Roman der Christine von Herre
- 1923 : Ein Glas Wasser
- 1923 : Cendrillon (Der verlorene Schuh)
- 1925 : Cymbeline
- 1925 : Ein Walzertraum
- 1927 : Les Maîtres-chanteurs de Nuremberg (Der Meister von Nürnberg)
- 1927 : La Reine Louise (Königin Luise)
- 1928 : La Rue des péchés (Street of Sin)
- 1928 : La Femme de Moscou (The Woman from Moscow)
- 1928 : Les Fautes d'un père (Sins of the Fathers)
- 1929 : Das brennende Herz
- 1930 : Le Vagabond roi (The Vagabond King)
- 1930 : The Playboy of Paris
- 1931 : Le Petit Café
- 1932 : Ich bei Tag und du bei Nacht
- 1932 : À moi le jour, à toi la nuit
- 1933 : La Guerre des valses (Walzerkrieg)
- 1933 : Walzerkrieg
- 1933 : Early to Bed
- 1937 : Pygmalion
- 1938 : Trois Valses
- 1940 : Ergens in Nederland
- 1940 : Le Voleur de Bagdad (The Thief of Bagdad)
- 1950 : Ballerina

#### Télévision
- 1957 : Der Tod des Sokrates (téléfilm)
- 1958 : Viel Lärm um nichts (téléfilm)
- 1958 : Wie es euch gefällt (téléfilm)
- 1960 : Die Nacht in Zaandam (téléfilm)
- 1961 : Hermann und Dorothea (téléfilm)
- 1969 : Demetrius (téléfilm)

### Comme scénariste
- 1920 : L'Alcade de Zalamea (de) (Der Richter von Zalamea)
- 1921 : Der Roman der Christine von Herre
- 1923 : Ein Glas Wasser
- 1923 : Cendrillon (Der verlorene Schuh)
- 1927 : La Reine Louise (Königin Luise, 1. Teil - Die Jugend der Königin Luise)
- 1927 : Der Meister von Nürnberg
- 1928 : Königin Luise, 2. Teil
- 1937 : Pygmalion
- 1940 : Ergens in Nederland
- 1950 : Ballerina
- 1957 : Stresemann
- 1957 : Der Tod des Sokrates (téléfilm)
- 1958 : Viel Lärm um nichts (téléfilm)
- 1958 : Wie es euch gefällt (téléfilm)
- 1960 : Die Nacht in Zaandam (téléfilm)

### Comme acteur
- 1959 : Aussi loin que mes pas portent (So weit die Füße tragen) (feuilleton TV) : Amplany
- 1959 : Gangsterjagd in Lederhosen : Admiral

### Comme producteur
- 1930 : The Playboy of Paris
- 1931 : Le Petit Café